# Baztan (község)
Baztan (spanyol nevén: Baztán) egy község Spanyolországban, Navarra autonóm közösségben. Baztan Zugarramurdi, Urdazubi/Urdax, Sare, Ainhoa, Saint-Pée-sur-Nivelle, Espelette, Itxassou, Bidarray, Donamaria, Bertizarana, Etxalar, Erro, Esteribar, Lantz, Anue, Ultzama, Saint-Étienne-de-Baïgorry, Aldudes, Banca és Urepel községekkel határos. Lakosainak száma 7863 fő (2024).

## Népesség
A település népessége az elmúlt években az alábbi módon változott:
| Lakosok száma | 7629 | 7707 | 7847 | 8127 | 8035 | 7848 | 7736 | 7777 | 7851 | 7863 |
|               | 2001 | 2004 | 2007 | 2009 | 2012 | 2014 | 2017 | 2019 | 2022 | 2024 |